# Harry Pilcer
Harry Pilcer (29 de abril de 1885 – 14 de enero de 1961) fue un actor, bailarín, coreógrafo y letrista de nacionalidad estadounidense. 

## Biografía
Nacido en Nueva York, Estados Unidos, es recordado por su relación con la bailarina y cantante francesa Gaby Deslys, con la cual probablemente se casó. Ambos actuaron juntos en cuatro musicales del Broadway, Vera Violetta (1911), The Honeymoon Express (1913), The Belle of Bond Street (1914) y Stop Look! Listen! (1916), y en el film mudo de 1915 Her Triumph. Pilcer fue compositor de un vals interpretado por Deslys, The Gaby Glide. Como pareja de baile,  Pilcer y Deslys fueron contemporáneos de Vernon y Irene Castle, Florence Walton y "Maurice", Dorothy Dickson y Carl Hyson, y de Genevieve Lyon y John Murray Anderson. Probablemente Pilcer y Deslys habrían formado la principal pareja de baile de la época tanto en Estados Unidos como en Europa si no se hubiera producido la Primera Guerra Mundial y si Deslys no hubiera fallecido a causa de la gripe española en 1920. 
Harry Pilcer también tuvo la oportunidad de bailar con Mistinguett y con Teddy Bernard, y a partir de 1922 dirigió una academia de baile en París. Falleció en Cannes, Francia, en 1961, a causa de un infarto agudo de miocardio.

## Filmografía

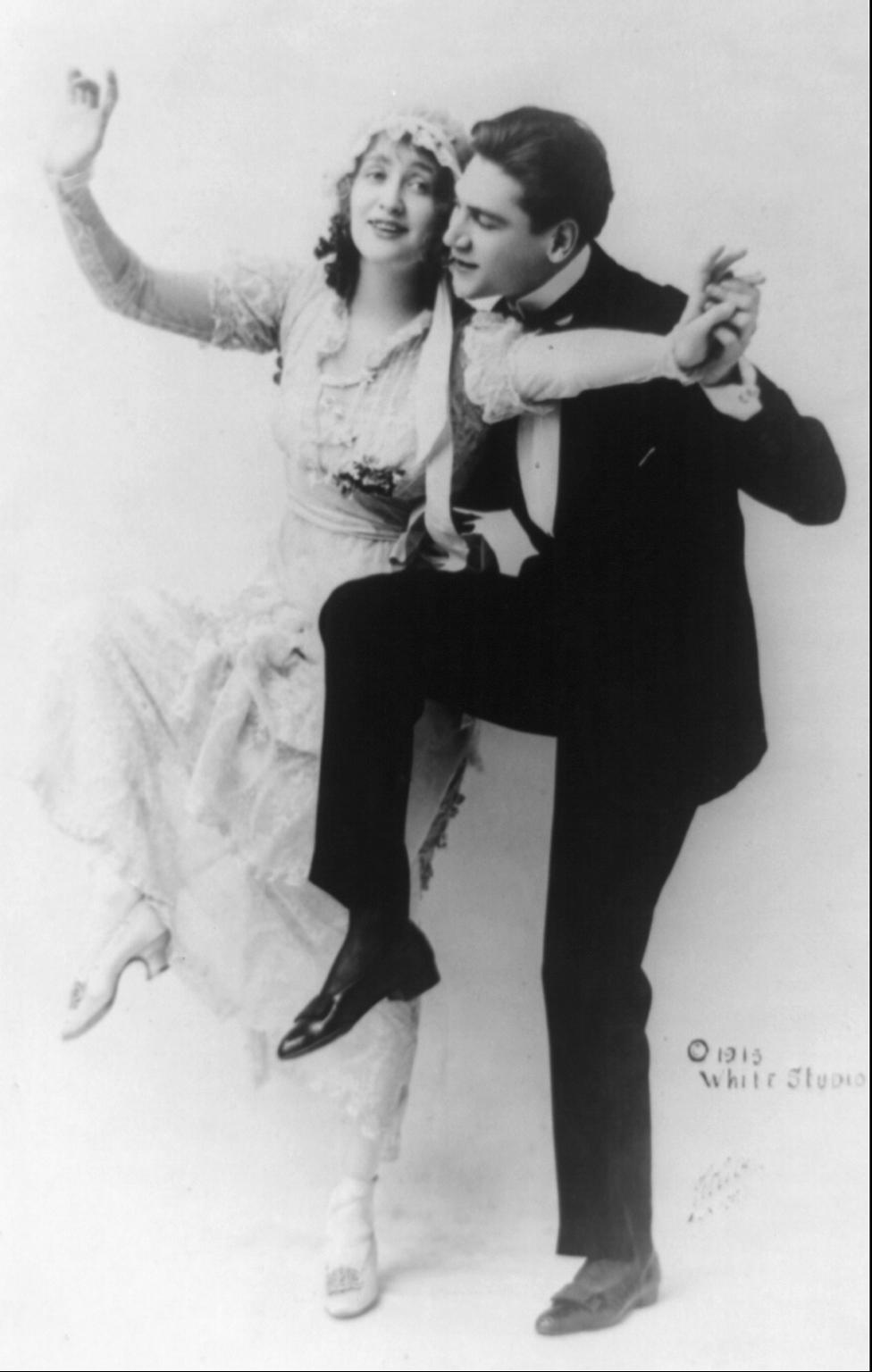
Gaby y Harry interpretando Gaby Glide, 1913

- Her Triumph (1915)
- Bouclette (1918)
- Le Dieu du hasard (1921)
- Détresse (1929)
- An Ideal Woman (1929)
- Thank Your Lucky Stars (1943)
- The Razor's Edge (1946)